# Stemma del Molise

Stemma del Molise

Lo stemma della Regione Molise è composto da due elementi principali: una stella a otto punte nel canton destro del capo che richiama la stella del Contado di Molise, e una sbarra, che richiama lo stemma dei De Molisio. Lo scudo, non riconducibile ad alcuna delle forme classiche dell'araldica, è bordato d'argento; dello stesso metallo sono la stella e la sbarra. 

## Storia
Lo stemma del Contado di Molise era «una ghirlanda di spighe di grano in campo vermiglio, in mezzo della quale è una Stella d'argento tutta fulgente di raggi»; Scipione Mazzella ipotizza che la ghirlanda di spighe rappresenti la fertilità del Contado di Molise, mentre la stella sia stata mutuata dallo stemma della casata del Balzo, a favore della quale gran parte della provincia era stata infeudata in età basso medievale, e simboleggi il valore dei molisani che sostennero i del Balzo nelle loro imprese

Lo stemma del Contado del Molise (dal 1221 al 1860).

All'epoca della regione unificata Abruzzi e Molise nel 1948, lo stemma ufficiale era lo scudo sannitico diviso in tre fasce diagonali di colore verde, rosso e bianco.
Lo stemma attuale fu adottato con deliberazione del consiglio regionale del 21 giugno 1978, scegliendo uno dei bozzetti presentati nel concorso popolare bandito allo scopo nel 1976. 
Il colore rosso, non citato nella delibera, sarà adottato di fatto negli anni '80.